# Апий Клавдий Рус
Апий Клавдий Рус (на латински: Appius Claudius Russus) e политик на Римската република през 3 век пр.н.е.

## Биография
Произлиза от фамилията Клавдии. Син е на Апий Клавдий Цек. Брат е на Публий Клавдий Пулхер (консул 249 пр.н.е.) и Гай Клавдий Центон.
През 268 пр.н.е. Рус е консул с Публий Семпроний Соф. Те воюват и побеждават пицените, които въстанали предишната година. За победата те получават триумф. Тази година се основават римските колонии в Ариминум и Беневентум.